# IX Liceum Ogólnokształcące im. Krzysztofa Kolbergera w Gdańsku
IX Liceum Ogólnokształcące im. Krzysztofa Kolbergera w Gdańsku – liceum ogólnokształcące w Gdańsku. Zostało założone w 1951.

## Historia szkoły
IX LO powstało we wrześniu 1951 jako szkoła ćwiczeń dla studentów Wyższej Szkoły Pedagogicznej mieszczącej się przy ul. Sobieskiego we Wrzeszczu.
Pierwsza matura miała miejsce w 1954. Zdało ją wtedy 24 abiturientów.
W 1955 jako "jedenastolatkę" przeniesiono szkołę do nowo wybudowanego budynku przy ul. Nowotki 6, a w 1962 do nowoczesnego i przeznaczonego na potrzeby liceum gmachu przy ul. Bażyńskiego. W tym samym roku IX LO otrzymało imię włoskiego komunisty – lidera związków zawodowych „Giuseppe Di Vittorio”. Od 1970 znajdował się w tym miejscu rektorat Uniwersytetu Gdańskiego, a szkoła, po czterokrotnej zmianie siedziby, ostatecznie zajęła jedno skrzydło dwupiętrowego budynku przy ul. Wilka Krzyżanowskiego 8 w Gdańsku. Obecnie cały gmach zajmuje IX LO.
Z okazji 25–lecia nadano szkole sztandar ufundowany przez zakłady opiekuńcze i rodziców.
W 1984 za wkład pracy w wychowanie dla pokoju szkoła otrzymała Medal UNESCO. W tym samym roku w szkole powstała Gdańska Federacja Młodzieży Walczącej oraz wydawane było opozycyjne pismo Monit.
Od 1 września 2002 zgodnie z kolejną reformą systemu edukacji szkoła stała się trzyletnim liceum ogólnokształcącym. Natomiast po kolejnej reformie edukacji od 1 września 2019 szkoła stała się czteroletnim liceum ogólnokształcącym.

## Rankingi
W ostatnich latach Gdańska Dziewiątka w rankingu „Rzeczpospolitej” i „Perspektyw” uzyskała następujące wyniki:
| Rok  | Miejsce w województwie | Miejsce w Gdańsku |
| ---- | ---------------------- | ----------------- |
| 2011 | 15.                    | 6.                |
| 2012 | 17.                    | 7.                |
| 2013 | 20.                    | 7.                |
| 2014 | 21.                    | 8.                |
| 2015 | 24.                    | 8.                |
| 2016 | 24.                    | 9.                |
| 2017 | 28.                    | 10.               |
| 2018 | 33.                    | 11.               |

## Wybrani absolwenci
- Marek Abramowicz
- Anna Balcerska[11]
- Adam Bielan
- Alicja Bobrowska
- Piotr Bojarski[12]
- Hanna Zych-Cisoń
- Barbara Tuge-Erecińska
- Tadeusz Ereciński
- Marek Formela[13]
- Michał Harciarek
- Maria Kalinowska
- Łukasz Karwowski
- Paulina Kinaszewska
- Łukasz Kłos[14]
- Michał Kochańczyk
- Krzysztof Kolberger
- Ewa Kowalska[15][16]
- Jolanta Kwaśniewska
- Adam Landowski
- Longin Mażewski[17]
- Zbigniew Okoński
- Piotr Osiecimski[18]
- Alina Pienkowska
- Iwona Maria Pieńkawa
- Tomasz Posadzki
- Krzysztof Rudziński
- Jacek Rybicki
- Wojciech Suleciński
- Krystyna Bieńkowska-Szewczyk
- Bogdan Wałęsa[19]

## Patron
21 stycznia 2015 patronem IX Liceum Ogólnokształcącego został absolwent tej szkoły, aktor Krzysztof Kolberger. W styczniu 2025 na jednej ze ścian odsłonięto mural przedstawiający patrona szkoły.